# ディビジョン (ゲーム)
『ディビジョン』(原題：Tom Clancy's The Division) は、ユービーアイソフトより2016年3月10日に発売されたコンピュータゲーム。対応プラットフォームはPlayStation 4、Xbox One、Microsoft Windows。
トム・クランシーシリーズ初のオープンワールドゲームかつ、オンラインRPG。

## 概要
ウイルステロによって荒廃したニューヨークを舞台にしたオンライン専用RPG。オンライン専用ゲームであり、協力プレイやダークゾーンへの侵入はPS4版ではPlayStation Plusへの加入が、Xbox One版ではXbox Liveのゴールドメンバーシップへの加入が必要となる。成長要素があるため「RPG」と銘打たれているが、サードパーソン・シューティングゲームの要素が強い。
舞台となる荒廃したニューヨークはオープンワールドでリアルに再現される。
オンラインでは基本的には1人から4人までの協力プレイだが、「ダークゾーン」と呼ばれる特に汚染された隔離地域では対人戦が可能となっている。
2016年2月に行われたオープンベータテストでは全世界で640万人が参加し、新規IPでは最大規模だとユービーアイソフトの公式サイトで発表された。
2019年3月15日には続編「ディビジョン2」が発売された。

## ストーリー
ある年のブラックフライデー。平和なニューヨークで突如、新型ウイルスによるバイオテロが発生した。何者かがウイルスをドル紙幣にしみ込ませてばら撒いたため、「ドルインフル」と名付けられたウイルスは瞬く間にニューヨーク中、さらには世界に拡散し、感染が急拡大。パンデミックとなる。その後、ニューヨークは危険地帯として隔離され、やがて食料や水が尽き、インフラも停止。治安も悪化して完全に都市機能が喪失した。
ニューヨークの秩序を取り戻すためにJTF(統合任務部隊)が奔走するが、事態は悪化する一方で苦境に追い込まれる。そこで政府と法執行機関は、切り札であるスリーパーエージェント「ディビジョン」の派遣を決め、その第一波をニューヨークに派遣する。しかし、第一波のメンバー全員が消息を絶ってしまう。事態を重く見た政府は「ディビジョン」の第二波の派遣を決め、プレイヤーはその第二波のエージェントとして招集され、ウイルスによって崩壊したニューヨークの復興と事件の真相解明を目指す。

## 組織
ディビジョン
プレイヤーが所属する組織。正式には Strategic Homeland Division で頭文字を取ったSHDや、そのままディビジョンやエージェントと呼ばれている。
構成員は市民から選ばれて訓練され、平時は一般市民に紛れて暮らしているスリーパー・エージェントがほとんどである。非常事態が起こった時に大統領令により招集され任務を開始する。プレイヤーは任務途中で突如として連絡が途絶えた「第一波」のエージェントたちに続く「第二波」として派遣される。大統領令第51号通称「ディレクティブ51」により、任務においてエージェント各自の独断で行動できる権限が付与されている。
エージェントにはSHDテックと呼ばれる一連の装備としてSHDウォッチ/スマートウォッチ、通信機器、ISAC(アイザック)という行動支援AI、HUD機能を内蔵したコンタクトレンズ、高性能な戦闘支援機材、そして基本的な銃火器類などが支給されている。
なお、ディビジョンの設定は「ニューヨークに細菌テロが起きた場合、最悪の場合90%の人命が失われる」という軍事シミュレーションOperation Dark Winterに対応するために発令されたDirective 51(即応部隊の設立)という現実世界で起きた事象が生かされている。
JTF（ジョイントタスクフォース）
統合任務部隊。ニューヨークの街の治安維持や物資の輸送、医療や仮設住居の提供など、市民のために様々な活動をしている。ディビジョンエージェントと協力関係にある。
ニューヨークに展開しているJTFメンバーは警察、医療関係者、州軍などから構成されており、黄緑色のジャケットを目印としている。
暴徒
明日を生き延びる為に殺人や略奪等、非道な手段を厭わなくなった生存者達。数多くのグループが存在しているが明確なイデオロギーや信条があるわけではない。そのため危険である事を除けば基本的に単なる市民の集まりである。そのため戦闘に関しては素人に多少毛が生えた程度だが、同時に明確な指導者がいないことが過激な行動を抑止するストッパーの不在にもなっており、数が集まればそれに任せて何をしでかすか分からない危険な集団となっている。
クリーナーズ
アウトブレイク最初期にドルインフルで妻を亡くした元清掃員であるジョー・フェロによって組織された集団。構成員はフェロと同じ清掃員や消防士たちで構成されている。街やウイルスを浄化するためと称して火炎放射器を手に全てを焼き払おうとしている。物を燃やすだけではなく、感染の疑いがある生存者集団があればそれが集まるキャンプや建物ごと焼き払う、喘息など少しでも体調不良の兆候が見られた人は女子供、元仲間であろうと火炎放射器で焼き払うという非道の徒と化した。火炎弾製造現場における戦いで、フェロを始末したことで弱体化したと思われる。
ライカーズ
ライカーズ島刑務所の囚人であるララエ・バレットによって組織されたライカーズ島刑務所の重犯罪者で構成された集団。アウトブレイクの混乱に乗じて犯罪行為や、JTF隊員や一般市民らの惨殺を繰り返す。作中ではアウトブレイクに伴い罪状の軽い者や危険の少ない模範囚は事前に釈放され危険な重犯罪者のみが残されていたこと、最後まで残された囚人を牢に放置しライカーズ島刑務所を閉鎖するという決定が下されていたこと明らかになっている。レキシントン・イベントセンターに拠点を構えていたが、ディビジョンとの戦いにおいてリーダーであるバレットが死亡したため、弱体化したと思われる。
LMB（ラスト・マン・バタリオン）
元米国陸軍中佐のチャールズ・ブリス率いる民間軍事会社。元々はウォール街の証券会社を守るためにマンハッタンに送り込まれた部隊であり、当初はJTFにも協力していたが事態を収拾できないJTFの惨状に失望し、治安回復を名目に自分たちによる街の「統治」を開始した。建前上は治安を維持し市民の安全を確保することを活動目的としているが、実際には支配地域を武力で制圧し、挙げ句市民を強制連行・拷問・虐殺するなど暴虐の限りを尽くしている。作中、行方不明となっていた一部の第一波エージェント達と同盟関係にあることが判明する。国連本部に拠点を構えていたが、エージェントと交戦しローグエージェントやリーダーのブリス中佐共々死亡した。これにより弱体化しているものと思われる。

## 用語
ISAC(アイザック)
ディビジョンのエージェントが運用している、コンピュータネットワークの管理AI。「Intelligent System Analytic Computer」の略。音声対話型インターフェースを持つプログラムで、感情や自我はない。移動経路や戦闘状況の提示、敵味方の識別、ウイルス汚染の検知、各種装備の制御、立体映像の記録など、多岐にわたる機能が搭載されている。
SHDテック
ディビジョンが使用する機器全般の名称。ウェアラブルデバイスを始め、プレイヤーの武器やスキル、SHD関連のネットワーク機器なども含まれる。攻撃・偵察ドローン、EMPパルス爆弾、自動追尾型手榴弾など非常に高度な装備がある。
ECHO
監視カメラや各種通信などさまざまなデバイスに残された情報を元に、ISACがその場で起こったことを立体映像及び音声で再現する技術。ディビジョンエージェントはこのECHOを「証拠」として真実を追跡する。
第一波
ディビジョンがマンハッタンに最初に送り込んだエージェントの一団。
その多くが死亡、残りは行方不明となったことにより主人公が所属する第二波の招集が決定された。
第一波のエージェントの多くが投入された地区がダークゾーンとされ、物資だけではなく情報面からも支援が受けらなくなり実質的に見捨てられることとなった。一方で、無法地帯と化したエリア内の武装勢力から率先して狙われることとなる。
行方不明となったエージェントの多くは死亡したと思われるが、任務を放棄して逃亡した者、安全のためエージェントであることを隠して潜伏して行動している者などもいる。
（余談ではあるがマルチプレイの際に仲間になる、あるいは敵対する他のプレイヤーは第一波のエージェントという位置づけになっている）
また、一部のエージェントの中には、他の敵勢力へ助力するといったように独自の価値観や保身、欲望のために行動していた者、場合によっては自身の目的のために他エージェントを殺害していたエージェントの存在も後に明らかになっている。
第二波
前述の第一波のエージェント全員が消息を絶ったため、第二陣として招集されたエージェントの一団。
主人公が所属するのはこの「第二波」である。第二波の規模は第一波よりも小さい。
マンハッタン島に向かう直前に攻撃を受け、指揮官が死亡し主人公と共に招集されたフェイ・ラウのみが生き残る。これ以降はラウが第二波エージェントの指揮と、JTFとの調整役を担うことになる。
汚染エリア
レーダー上に表示される、バイオハザードマークで埋め尽くされた危険地帯。ドルインフルや有毒ガス（遺体から発生するものを含む）によって汚染されている場所で、この場所で活動するためには除染フィルター付きのマスクを装着しなければならず、マスクなしでは瞬く間に人体に異常をきたしてしまう。また、エリアの汚染レベルが高ければ高いほど、より高性能なフィルターを搭載したマスクが必要になる。大規模な仮設死体安置所や埋葬所、無造作に遺体が放置されている裏路地など、一見して明らかに危険だと判断出来るような場所が汚染エリア指定されていることが多い。
ダークゾーン
マンハッタンのミッドタウン中央に位置する、特に汚染と治安の悪化が深刻な地域。通称DZ。JTFが感染の進行と暴動に対処し切れなくなり、そこにいた人々や物資全てを置き去りにして高い壁を築き、封じ込めた場所。そのため、中には貴重な装備や物資が大量に残されている。内部はJTFの管轄外のため、ニューヨークで最も治安の悪化しているエリアである。
中では取り残された者たちが暴徒と化し彷徨っており、その貴重な物資や装備を目当てに、感染の危険を冒して壁面の破損部位などから侵入する者が後を絶たない。ディビジョンのエージェントは、SHDテックを使用して検疫所から出入りすることになり、内部の情報や物資を収集するために探索する。
ダークゾーンでは、DZ01～DZ09とエリアが設けられており、最北部であるDZ09に近付くほど、この世の地獄とも言える光景が広がっていく。また、情報規制のためエリア全域に極めて強力な妨害電波が流されており、それによりSHDテックがネットワークから遮断されている。このエリアでは対人戦が可能であり、他のエージェントに敵対行動を取った場合には「ローグエージェント」とみなされる。ローグにはランクがあり、最高ランクに到達すると「マンハント」として懸賞金が設定される。時間内に逃げ切ると、その懸賞金を獲得できる。
ドルインフル
ブラックフライデーにおけるバイオテロに使用され感染が急拡大した、ウイルス性の伝染病。症状はかつて世界を震撼させた天然痘に酷似しているが、天然痘を遥かに凌ぐ驚異的な感染力の強さと致死率の高さを併せ持っている。何者かがドル紙幣にしみ込ませてウイルスをばら撒いたため「ドルインフル」という名で呼ばれるようになり、瞬く間に感染が市中に広がり、ニューヨークをインフラ停止や治安悪化に陥れた。ゲーム開始時点ではある程度除染が進んでいるようであるが、治療法は確立されておらず各所に汚染エリアが残っているなど、依然脅威となっている。
正体は天然痘をベースにインフルエンザなど他のウイルスの遺伝子を組み込んで生み出された、生物兵器用の人造ウイルスでもある。天然痘に比べて潜伏期間が非常に短く、感染からわずか２～３日で発症する(体質によっては即日発症する場合もある)。また、潜伏期間中に二次感染することもあり、接触感染や空気感染で拡散する。さらに、天然痘のワクチンが効かない上に適応性が高く、ワクチンや抗体の発見が難しい。ただし、強い紫外線を浴びると不活化するという弱点もある。
ウイルスの製法は、デジタル化されたゲノムデータを直接加工し、コンピュータ上でシミュレーションを繰り返して調整を重ね、完成したデータを「産業用タンパク質レプリケータ」と呼ばれる3Dプリンターのような機械で出力するという工業的な方法で作られた。この手法により時間のかかる「培養」の工程を省き、従来よりも遥かに速くウイルスの改良が可能になった。
ダークウィンター作戦
9.11同時多発テロ事件をきっかけに、アメリカ政府において現実に行われた軍事訓練。作中でもベニテス隊長が言及している。
ニューヨークにおいて生物兵器や化学兵器によるテロが発生した場合の影響をシミュレーションしており、「ウイルスの致死性が十分に高ければ瞬く間に人口の90%が死亡し、数週間以内に都市の機能が完全に失われる」という結果がはじき出された。この結果に基づいて大統領令「Directive 51」が正式に発令され、その下で自己裁量によって活動する特殊部隊が創設された、という部分までが現実の話で、「その特殊部隊がSHDである」という部分からがフィクションとなっている。

## 追加コンテンツ
追加コンテンツはこれまで３つ配信されている。全て入った「シーズンパス」もダウンロード版で配信されている。
アンダーグラウンド
エキスパンション第一弾。エージェントはニューヨークの地下にて、未だ危険な計画を立てている敵勢力を排除するという任務を依頼される。マップはランダムで構成され、経験値を獲得しオペレーションを解除できる。
サバイバル
エキスパンション第二弾。ニューヨークに大寒波が到来する中、エージェントはダークゾーン内にあるとされる抗ウイルス剤を入手するための任務に挑む。最大24人同時にプレイ可能。
ラストスタンド
エキスパンション第三弾。PvP専用コンテンツ。SHDエージェントとローグエージェントに分かれ、ドミネーション方式で得点を稼ぐシステム。

## 評価
週刊ファミ通のクロスレビューでは、10点、9点、8点、9点の合計36点（40点満点）でプラチナ殿堂入りした。

## 関連書籍
Tom Clancy's The Division New York Collapse
作中に登場する書籍「New York Collapse 」を実際に出版したもの。著者はアレックス・アーヴァイン。

## 映画化
2016年6月、『The Division』の実写映画化が進行中であることが発表された。主役にはジェイク・ジレンホールがキャスティングされ、ユービーアイソフト・モーション・ピクチャーズのCEOであるジェラール・ギエモとの共同製作となった。 8月までには、ジェシカ・チャステインが本作の共演者にキャスティングされた。
2017年1月にはスティーヴン・ギャガンが監督に就任していたが、2018年にはプロジェクトを離れた。2018年4月にはデヴィッド・リーチが監督に就任した。ケリー・マコーミック、ギレンホール、ギエモ、リヴァ・マーカー、チャステイン、ケリー・カーマイケルが本作のプロデューサーを務める。
2019年6月、UbisoftのE3 2019プレゼンテーションの中で、レイフ・ジャドキンスが脚本を務めることが発表された。Netflixが同作の配信権を購入し、ストリーミングサービスで独占的にリリースするという。本作は、Nine Stories Productions、Freckle Films、87eleven、Ubisoft Motion Picturesの共同制作プロジェクトとなっている。